# Stanisław Moniuszko

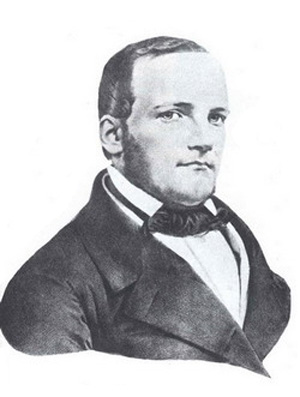
Stanisław Moniuszko (1819-1872).

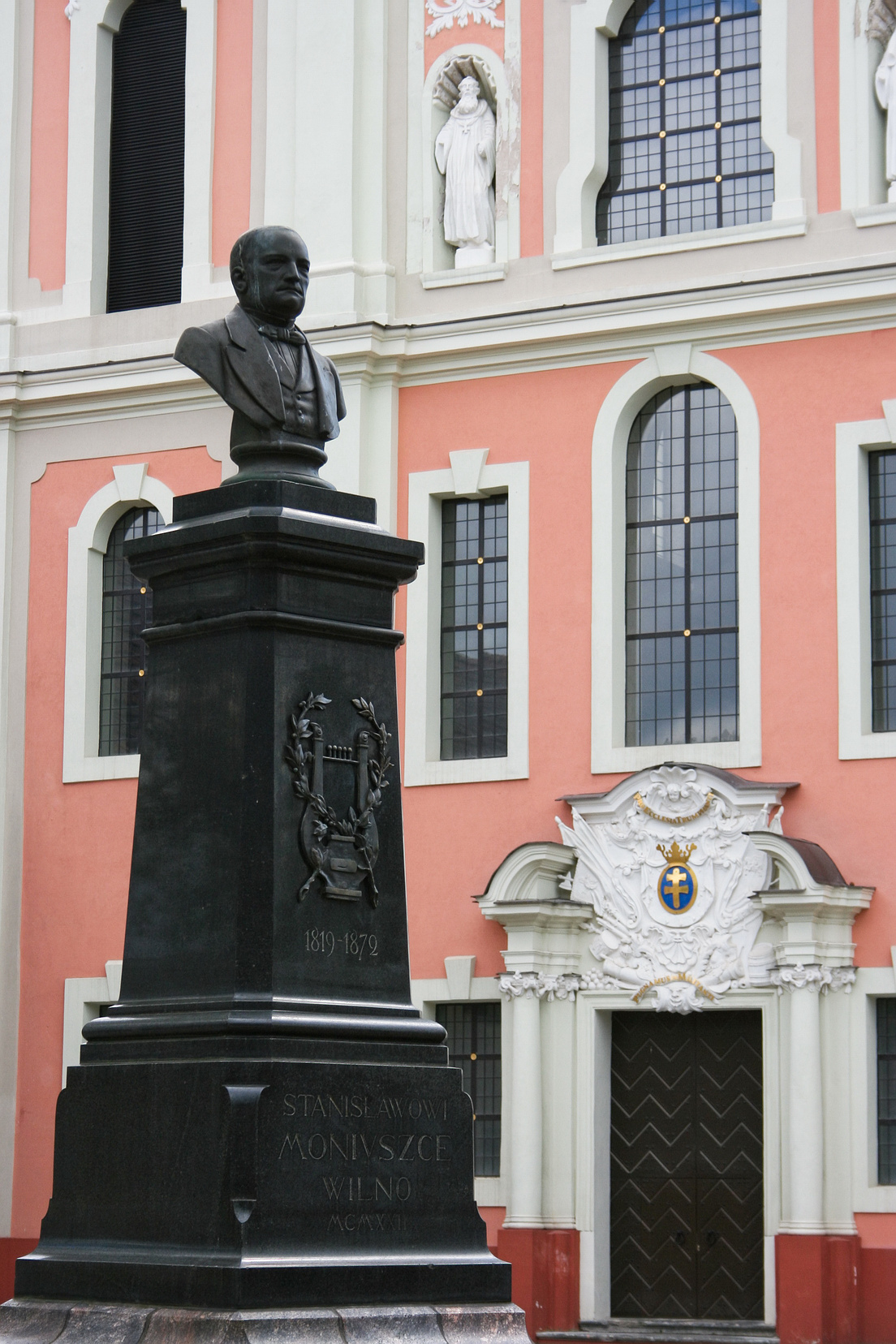
Moniuszkos byst på torget i Wilno/Vilnius.

Stanisław Moniuszko, född den 5 maj 1819 i Ubiel nära Minsk, död den 4 juni 1872 i Warszawa, var en polsk tonsättare, dirigent och musikpedagog. Moniuszkos viktigaste bidrag var utveckling av polsk nationell opera som ofta använde sig av folkliga teman. Hans opera Halka ses som Polens nationalopera.

## Biografi
Moniuszko studerade komposition i Berlin (1837-1840) där hans sånger till den polske poeten Adam Mickiewiczs text fick framgång hos publiken. År 1840 återvände han till Polen och gifte sig med Aleksandra Müller. Han arbetade till en början som organist i Vilnius och pianolärare, samt bidrog till att sprida konstmusik i trakten. Moniuszko umgicks med romanförfattaren Józef Ignacy Kraszewski och teaterförfattaren Aleksander Fredro (båda betraktas idag som viktiga polska författare). Författarna stimulerade hans intresse för scendramatisk musik. 
År 1848 uppförde Moniuszko en tidig tvåaktsversion sin mest kända opera Halka. Politisk turbulens i Polen, som då var delat mellan Preussen, Ryssland och Österrike, gjorde det omöjligt att visa polsk opera med nationella teman förrän 1858, då hans fyraktsversion av Halka sattes upp i Warszawa och blev stor succé. Operan uppfördes därefter i Prag, Moskva och Sankt Petersburg.
Efter operorna Flis (Flottaren) (1858), Hrabina (Grevinnan) (1860) och Verbum Nobile (1861), hade hans andra opera viktiga opera premiär år 1865 - Straszny dwór (Den hemsökta herrgården), som fick ett lika entusiastiskt mottagande som Halka.
Stanisław Moniuszko dog 1872 av en hjärtattack och är begraven på Powązki kyrkogården i Warszawa.